# Tribal
Tribal è il quarto album in studio della cantante irlandese Imelda May, pubblicato nel 2014.

## Tracce
1. Tribal – 2:59
2. Wild Woman – 2:31
3. It's Good to Be Alive – 3:49
4. Gypsy in Me – 4:34
5. Little Pixie – 3:38
6. Hellfire Club – 3:25
7. Five Good Men – 2:41
8. Ghost of Love – 3:39
9. Wicked Way – 3:50
10. Round the Bend – 3:06
11. I Wanna Dance – 2:52
12. Right Amount of Wrong – 3:15

Edizione deluxe - Tracce bonus
1. Zombie Girl – 4:15
2. Amber Eyes – 2:29
3. Dreaming (Ukulele track) – 2:50